# Le Monstre (film, 1954)
Pour les articles homonymes, voir Le Monstre.
Pour plus de détails, voir Fiche technique et Distribution.
Le Monstre (Al-Wahshe) est un film égyptien réalisé par Salah Abou Seif, sorti en 1954.

## Fiche technique
- Titre : Le Monstre
- Titre original : Al-Wahshe
- Réalisation : Salah Abou Seif
- Scénario : Salah Abou Seif, El Sayed Bedeir et Najeeb Mahfouz
- Photographie : Abdelhalim Nasr
- Pays :  Égypte
- Genre : Action, policier, drame et thriller
- Durée : 115 minutes
- Dates de sortie : 
  -  Égypte : 1954

## Distribution
- Anwar Wagdi
- Mahmoud Al Meleji : Al Wahsh
- Samia Gamal
- Abbas Fares
- Samiha Ayoub : Tahiyyah

## Distinctions
Le film a été présenté en sélection officielle en compétition au Festival de Cannes 1954.